# East of Eden (band)
East of Eden was een in 1967 opgerichte Britse rockband progressieve rockband uit Bristol, die in 1970 een Top 10-hit had in het Verenigd Koninkrijk met de single Jig-a-Jig. Het nummer was stilistisch anders dan al hun andere werk. Hoewel sommigen hen misschien als een symfonische progressieve band beschouwen, stellen anderen dat hun stijl voornamelijk jazz-georiënteerd is.

## Bezetting
- Dave Arbus (viool, saxofoon, dwarsfluit, trompet, zang)
- Ron Caines (saxofoon, piano)
- Geoff Nicholson (gitaar, zang)
- Geoff Britton (drums)

## Geschiedenis
Hun professionele carrière begon in 1967 toen ze in Bristol werden geformeerd als Pictures of Dorian Gray, door Dave Arbus, Ron Caines, Geoff Nicholson, Mike Price (bas) en Stuart Rossiter (drums). Price vertrok in het voorjaar van 1968 en werd vervangen door Terry Brace. Zanger Al Read trad tegelijkertijd toe. Met deze bezetting bracht de band op 25 juli 1968 de inmiddels zeer zeldzame single King Of Siam uit. Ze verschenen in de film Laughter in the Dark.
Brace vertrok in september 1968 en werd vervangen door Steve York. Rossiter vertrok ook en werd in september 1968 vervangen door Dave Dufort. In 1968 verhuisden ze naar Londen en tekenden een platencontract bij Deram Records. In februari 1969 vertrok Dufort en kwam Bryan Appleyard binnen, die in juni 1969 werd vervangen door Geoff Britton (drums), die zich later bij Wings voegde. York vertrok ook in juni 1969 en bassist Andy Sneddon vervoegde zich bij de band.
In 1969 brachten ze het album Mercator Projected uit, met de bezetting van Dave Arbus, Ron Caines, Geoff Nicholson, Steve York en Dave Dufort. Dit album werd gevolgd door Snafu (1970) en Jig-a-Jig, een Europese compilatie uitgebracht in 1971. Snafu bereikte de Top 30 van de Britse albumhitlijst, terwijl de single Ramadhan nummer twee bereikte in Frankrijk. Caines en Nicholson verlieten de band in de jaren 1970 voor een mislukte periode bij Harvest Records. Arbus vertrok ook rond deze tijd en werd vervangen door Joe O'Donnell. De band bleef opnemen en toeren in Europa.
De oorspronkelijke gitarist Nicholson vertrok in mei 1970. De band ging in 1978 uit elkaar na verschillende ledenwisselingen te hebben ondergaan. Belangrijke leden in de late bezettingen waren zanger Al Read, bassist Terence 'Terry' Brace, bassist Andy Sneddon, bassist/zanger David 'Davy' Jack, drummer Jeff Allen (vanaf juni 1970), bassist/zanger Martin Fisher, violist Joe O'Donnell (vanaf maart 1973), Alan 'Al' Perkes en gitarist Garth Watt-Roy (vanaf februari 1972).
De drie kernleden Arbus, Caines en Nicholson herenigden zich in 1996 en hun album Kalipse werd het jaar daarop uitgebracht. Zoals de meeste van hun eerdere werk, was het een culthit.
Arbus was gastmuzikant op het nummer Baba O'Riley van The Who, en speelde de vioolsolo. Hij was een vriend van drummer Keith Moon van die band en werd later ook lid van Fiddler's Dram. Geoff Britton speelde later bij Paul McCartneys Wings

## Discografie
- 1968: Mercator Projected
- 1969: S.N.A.F.U.
- 1971: The World of East of Eden
- 1971: East of Eden
- 1972: New Leaf
- 1974: Jig-a-Jig
- 1975: Another Eden
- 1976: Here we go again
- 1978: Silver Park
- 1978: It's the Climate
- 1997: Kalipse
- 2001: Armadillo
- 2004: Graffito